# Xã Beach, Quận Golden Valley, Bắc Dakota
Xã Beach (tiếng Anh: Beach Township) là một xã thuộc quận Golden Valley, tiểu bang Bắc Dakota, Hoa Kỳ. Năm 2010, dân số của xã này là 157 người.